# Омбитасвир
Омбитасвир (Ombitasvir, ранее известный как ABT-267) — противовирусный препарат для лечения гепатита С (ВГС). В конце 2014 года он получил от FDA одобрение на использование в Соединённых Штатах в сочетании с паритапревиром, ритонавиром и дасабувиром в комбинированном препарате под торговой маркой Viekira Pak, который применяется для лечения ВГС генотипа 1b, и с паритапревиром и ритонавиром в препарате Technivie для лечения ВГС генотипа 4. 25 июля 2016 года в FDA прошла регистрацию переформулированная Viekira Pak с целью приёма один раз в сутки — Viekira XR. С 2018 года в перечне ЖНВЛП.
Омбитасвир является ингибитором белка NS5A I волны I поколения. Как и прочие NS5A-ингибиторы данного поколения, обладает низким барьером к резистентности.